# یواس‌اس سنت لوئیس (سی-۲۰)
یواس‌اس سنت لوئیس (سی-۲۰) (به انگلیسی: USS St. Louis (C-20)) یک کشتی بود که طول آن ۴۲۶ فوت ۶ اینچ (۱۳۰٫۰۰ متر) بود. این کشتی در سال ۱۹۰۵ ساخته شد.